# Lijst van weg- en veldkapellen in Boom
Dit is een onvolledige lijst van veldkapellen in de gemeente Boom. Kapelletjes komen vooral voor in katholieke gebieden van o.a. Nederland en België, en werden dikwijls gebouwd ter verering van een heilige. Ze zijn te vinden langs wegen in het buitengebied, maar komen ook voor binnen de bebouwde kom.
| Kapel          | Adres          | Plaats | Bouwperiode | Architect | Foto |
| -------------- | -------------- | ------ | ----------- | --------- | ---- |
| Sint-Annakapel | Kapelstraat    | Boom   | Ca. 1952    |           |      |
| Processiekapel | Vrijheidstraat | Boom   | 1893        |           |      |